# Aspiegg
Aspiegg är en kulle i Schweiz. Den ligger i distriktet Emmental och kantonen Bern, i den centrala delen av landet, 16 km öster om huvudstaden Bern. Toppen på Aspiegg är 918 meter över havet.